# Axelse klederdracht

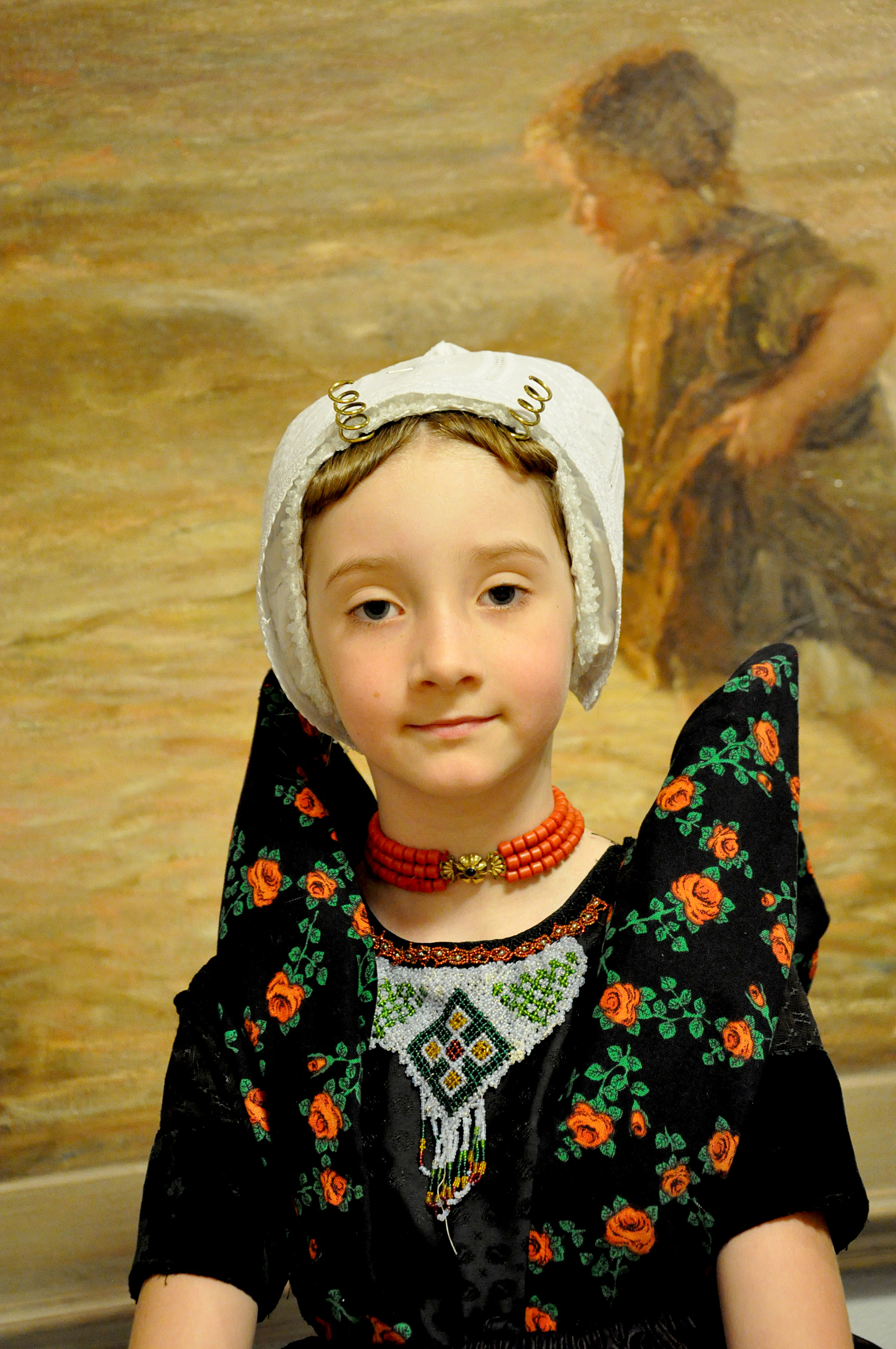
Meisje in Axelse klederdracht

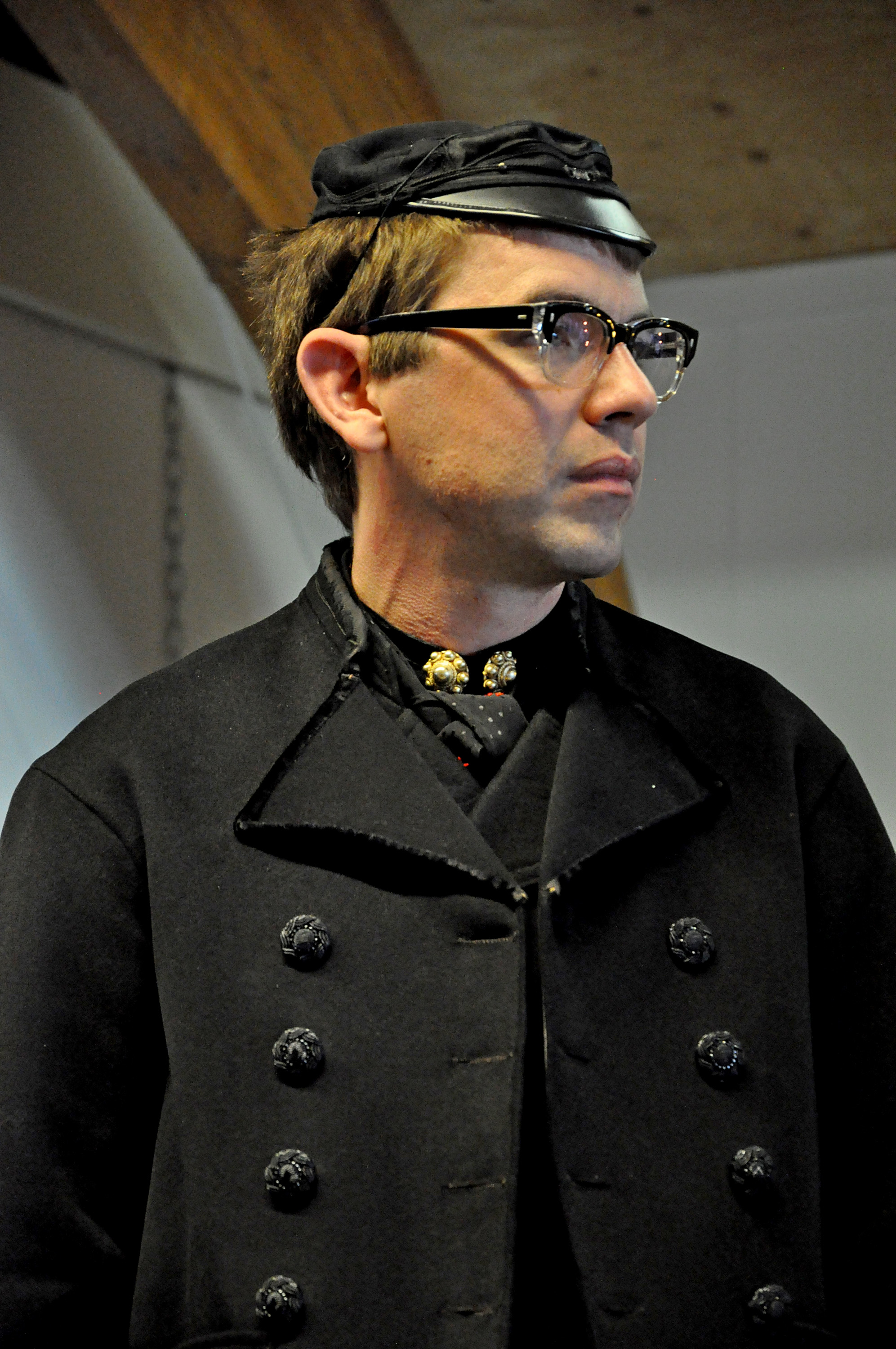
Man in zondagse klederdracht

De Axelse klederdracht is een klederdracht die werd gedragen in de plaats Axel en omgeving: het Land van Axel.
Aangezien het Land van Axel voornamelijk protestants was en bovendien, meer dan de rest van Zeeuws-Vlaanderen, op Zeeland ten noorden van de Westerschelde was gericht, is ook de Axelse dracht meer verwant aan de dracht op Walcheren en Zuid-Beveland dan aan die in het nabijgelegen Land van Cadzand en Land van Hulst.
De Axelse klederdracht is een rijke klederdracht. Het Museum Het Warenhuis heeft een collectie Axelse streekdracht in haar bezit.

## Geschiedenis
Aan het eind van de zestiende en het begin van de zeventiende eeuw kwamen boeren uit Walcheren en Zuid-Beveland naar het land van Axel, dat toen geheel omringd was door water. Het land van Axel bleef in handen van de geuzen, terwijl het omringende land van het huidige Zeeuws-Vlaanderen bezet was door de Spanjaarden tijdens de Tachtigjarige Oorlog. In dat omringende land, waar men voornamelijk katholiek was, wordt al sinds lang geen traditionele kleding meer gedragen. Door de geïsoleerde ligging van het protestantse Axel bleef de kledingtraditie in stand. Tussen 1584 en 1795 was het Land van Axel kerkelijk ingedeeld bij de classis van Walcheren. In de Franse Tijd werd dit contact met Walcheren verbroken. Er kwamen toen geen boeren vanuit Walcheren naar Axel, waardoor de klederdracht zich anders ging ontwikkelen. Tot ca. 1850 blijft de klederdracht nog herkenbaar als gelijksoortig aan de Walcherse klederdracht, maar daarna ontwikkelde de dracht zich en werd steeds uitgebreider. Rond 1870 zouden de typerende vleugels boven de schouders ontstaan zijn.
Aan het eind van de Eerste Wereldoorlog stopten de jonge boeren, die gemobiliseerd waren, met het dragen van de klederdracht. De vrouwendracht heeft het nog tot enige tijd na de Tweede Wereldoorlog uitgehouden, maar stierf uit in de jaren 60 van de 20e eeuw.

## Vrouwendracht
Op het lijf wordt een hemdrok gedragen, mouwlief genaamd, een zwart jakje met korte mouwen, dat aan de achterkant dieper is uitgesneden dan aan de voorzijde. Daaronder en goed zichtbaar komt het rijk versierde borst- en rugstuk: de beuk. De beuk wordt met bandjes onder de armen vastgemaakt. De beuk is van zijde met ingeweven bloemen, voorheen soms versierd met opgenaaide linten. Daarover werd een omslagdoek gedragen. Vanaf ca. 1875 veranderde de mode van de beuken en werden deze aan voor- en achterkant voorzien van een driehoekig stuk geschulpte kant, dat voorzien werd van kralen, pailletten, steentjes, metaaldraad of knoopjes. Om deze pracht zichtbaar te maken moest de omslagdoek opzij wijken. De vrouwen gingen de schouders van de doeken opvallend hoog opplooien, waartoe een vulling van papier is vereist. Rond 1900 veranderde de mode van beuken en werden deze gemaakt van geregen kraaltjes in geometrische patronen, bloemen of hartjes. Dit "kraaltjeskraalwerk" werd de dagelijkse dracht, terwijl de beuken van versierde kant op zondag gedragen werden. Het kraaltjeskraalwerk is in lichte rouw weinig kleurrijk; dan worden alleen blauw en wit gebruikt.
In zware rouw waren de beuken van zwarte stof, versierd met bloemen van zwart koord. In de lichte rouw bleven de beuken zwart, maar werden ze versierd met schittering van zwarte pailletten, zwarte kralen etc.
De hoge schouders, "vleugeltjes", ontstaan uit de geplooide omslagdoek, worden inmiddels gemaakt uit een zijden doek met een geborduurd of geweven patroon van bloemen. De vleugeltjes worden met spelden op het papier, maar ook aan de taille vastgezet. De vleugels zijn zo hoog dat ze soms boven de oren uitkomen. Op de rug wordt het geheel bij elkaar gehouden met een stevige naald. Als de vleugeltjes 's avonds worden afgedaan, zorgt de vrouw dat ze in de vorm blijven.
De rok is zwart, bij voorkeur van Franse merinowol, aan de onderkant afgezet met kant, en daaroverheen komt op zondag een gebloemde, zwartzijden schort met geborduurde schortstrik. Voor het zondagse schort wordt dezelfde stof gebruikt als dat van de boezeroen van de man. Het dagelijkse schort is blauw. Soms wordt ook een geborduurde fluwelen handtas gedragen, met name op de zondag.
De doordeweekse vrouwendracht is uiteraard eenvoudiger dan de zondagse en er worden minder kostbare stoffen gebruikt. Er was ook een verschil tussen de "zware"  calvinisten en de meer gematigden. De zwaren droegen donkerder en soberder kleding en geen gouden sieraden.

### Haardracht en muts
Een deel van het haar van de vrouwen wordt naar voren gekamd, en in twee delen gespiltst, de uiteinden worden in elkaar gedraaid, en vervolgens worden de twee strengen over een lint dat om het hoofd is gebonden naar achteren gevouwen. De twee haarlokken worden "blissen" genoemd. De rest van het haar wordt bij elkaar gebonden en omhoog gestoken. De ondermuts is van witte zij of katoen, aan de rand voorzien van een kanten randje, dat geborduurd wordt met witte kraaltjes. Aan de achterkant heeft de ondermuts twee stroken die over het hoofd gekruist worden vastgespeld. De bovenmuts, van het type hul, bestaat uit een bol met ingevouwen plooitjes, die klakje wordt genoemd. Aan deze hul zit een strook versierde katoen, de reep. Op doordeweekse dagen is de katoenen strook voorzien van ingeweven patronen, die verder geborduurd is, dit alles wit op wit. De zondagse reep  is van Vlaamse kant, meestal met een motief van kieviten met een bloemenvaas telkens tussen twee vogels in.
Om de hals wordt een snoer van bloedkoraal gedragen, van vier of vijf rijen. Het slot is van goud, versierd met gouden draadwerk met een stuk bloedkoraal in het midden. Na de val van Napoleon werd de dracht soberder en donkerder, ook onder invloed van de godsdienst. Sommige wilden geen gouden over zilveren sieraden meer dragen. De hoofdsieraden, met strikken in de vorm van een klaverblad, en met spiralen op de hoofdijzers, raakten in onbruik maar zijn nog wel in het bezit van de familie.

## Mannendracht
De mannendracht is soberder dan de vrouwendracht, en de kleur zwart voert de boventoon. Deze dracht lijkt op de Walcherse mannendracht. Op het hoofd wordt een klein petje, ca. 3 cm hoog, met lage rand gedragen, dat met een elastiekje op het hoofd vastgezet wordt. De pet is van Lakense stof, maar de klep is glanzend.
Om de hals wordt een dasje gedragen van zijde of katoen, voorzien van borduursel. De man draagt een boezeroen van dof zwarte stof, met ingeweven glanzende patroontjes. De boezeroen wordt bovenaan met twee gouden halsknopen in de vorm van een braam gesloten. Daaroverheen wordt een mouwloos vest gedragen. 

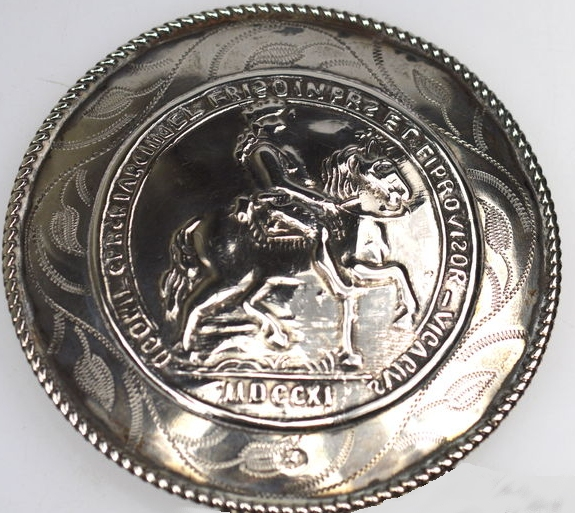
Een van de zilveren knopen met het jaartal 1711 en de ruiter.

De broek is een klepbroek, oorspronkelijk vervaardigd bombazijn. De pijpen zijn in de loop der tijd langer geworden. De klep van de broek wordt "snoeptafel" genoemd. De broek wordt gesloten met twee zilveren knopen, broekstukken, lokaal "stikken" genoemd, waarop een ruiter is afgebeeld, Johan Willem . Onder de ruiter staat het jaartal 1711 in Romeinse cijfers. Rond de ruiter staat een Latijnse spreuk, die, omdat men de betekenis niet meer kende, soms vervormd werd gegraveerd. Het is onbekend waarom deze penning met een Roomse graaf werd gekozen en zo lang werd gebruikt. Deze stikken werden namelijk gemaakt tot ca. 1900, zonder aanpassing van het jaartal 1711. De Latijnse tekst luidt:
DCOWII CPRSRI ARCHID EL FRISO IN FRS ET FIPROVISOR VICARIVS MDCCXI
In vertaling: Johan Willem bij de gratie Gods paltsgraaf aan de Rijn, aartsschenker en keurvorst van het heilige Roomse Rijk en daarvan in de Rijnpalts, Zwaben en Franken rijksbestuurder en stadhouder, 1711 
Mannen dragen een zilveren horloge en een Zeeuws mes.
Mannen droegen het haar met pony, met een scheiding in het midden. Op zondag droegen de mannen zwart geverfde klompen.

## Wetenswaardigheden
Prinses Juliana is in 1923 gefotografeerd in Axelse klederdracht.

## Fotogalerij

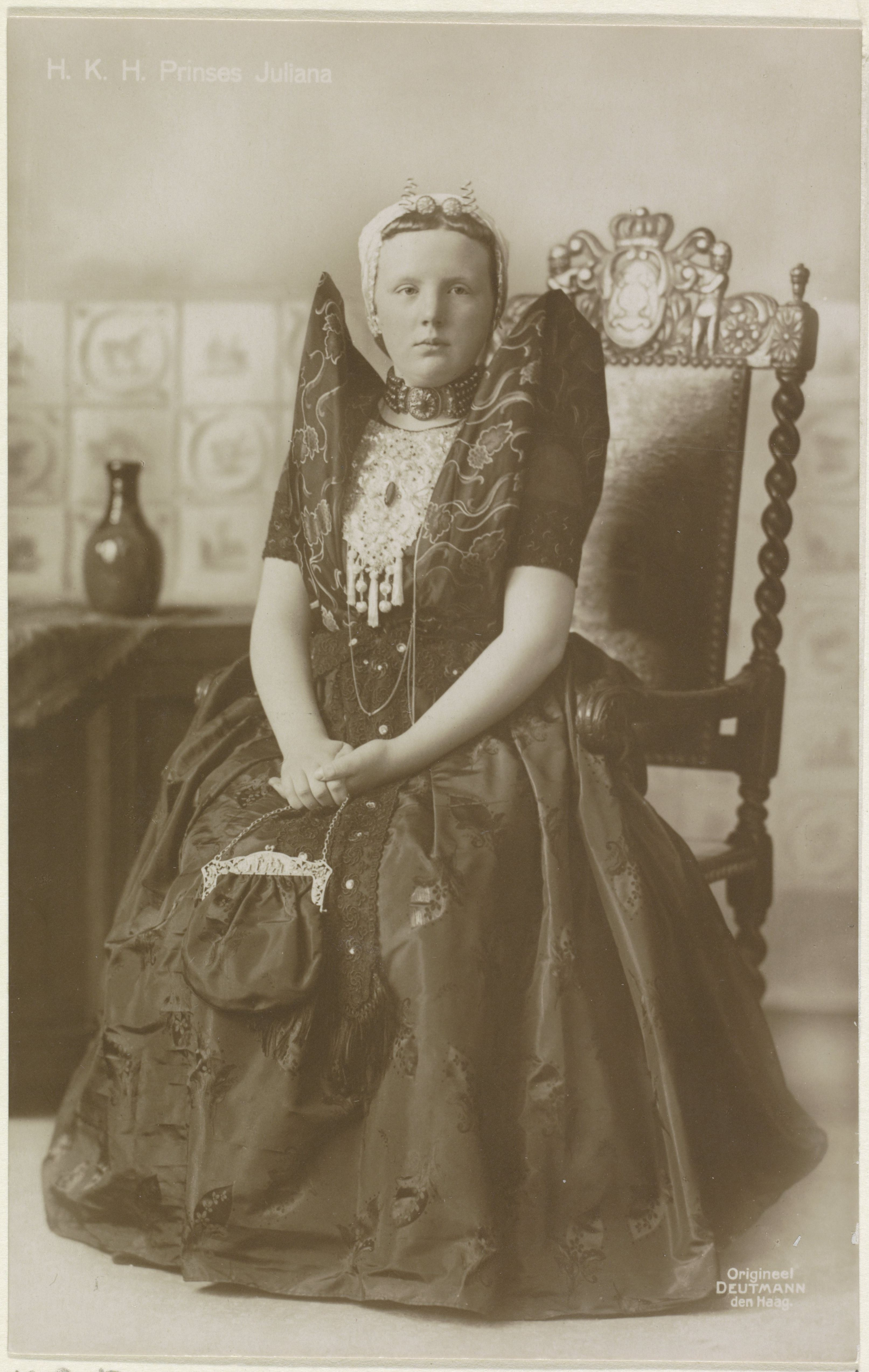
Prinses Juliana (1923)
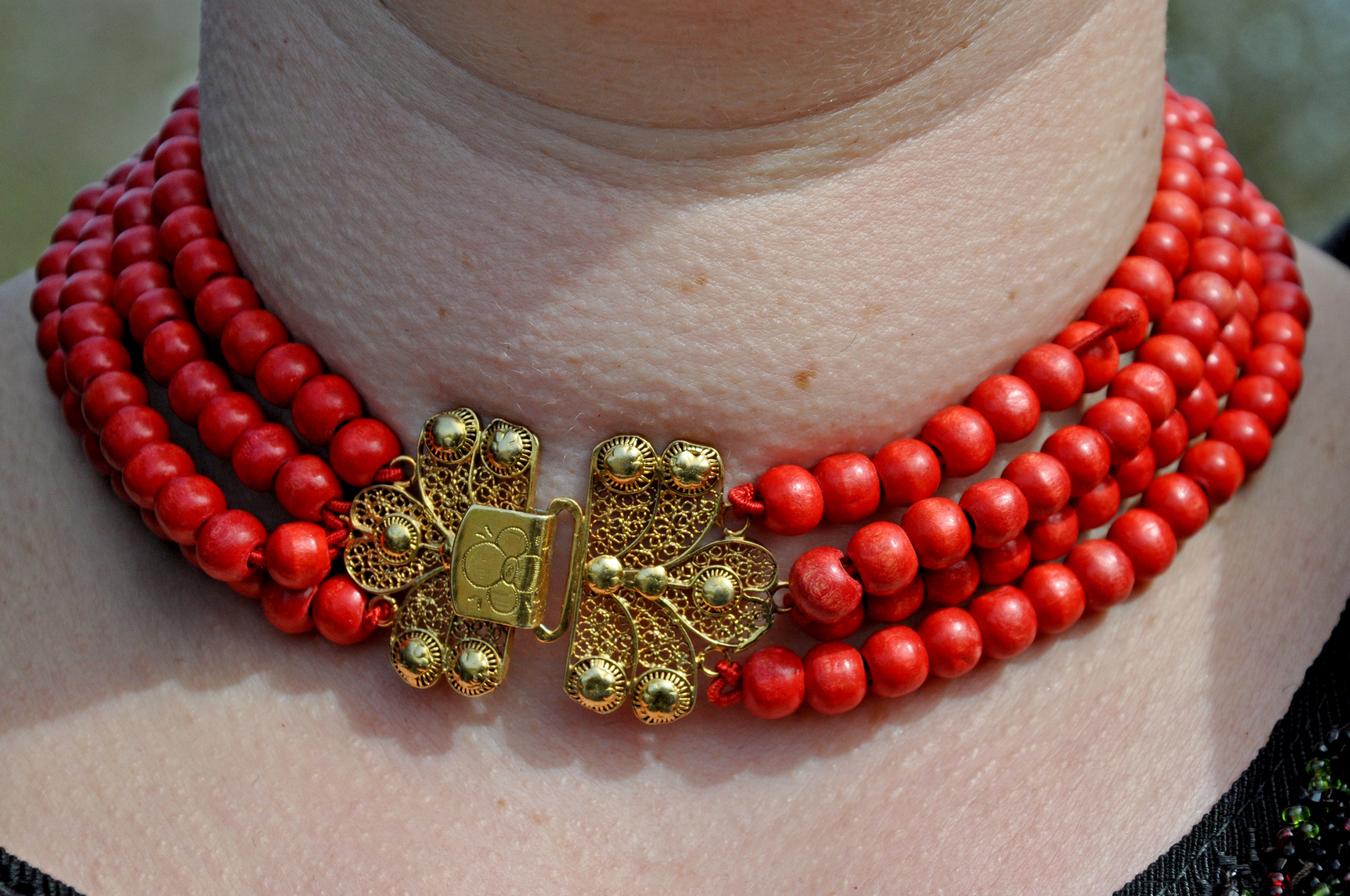
Halssnoer met bloedkoraal
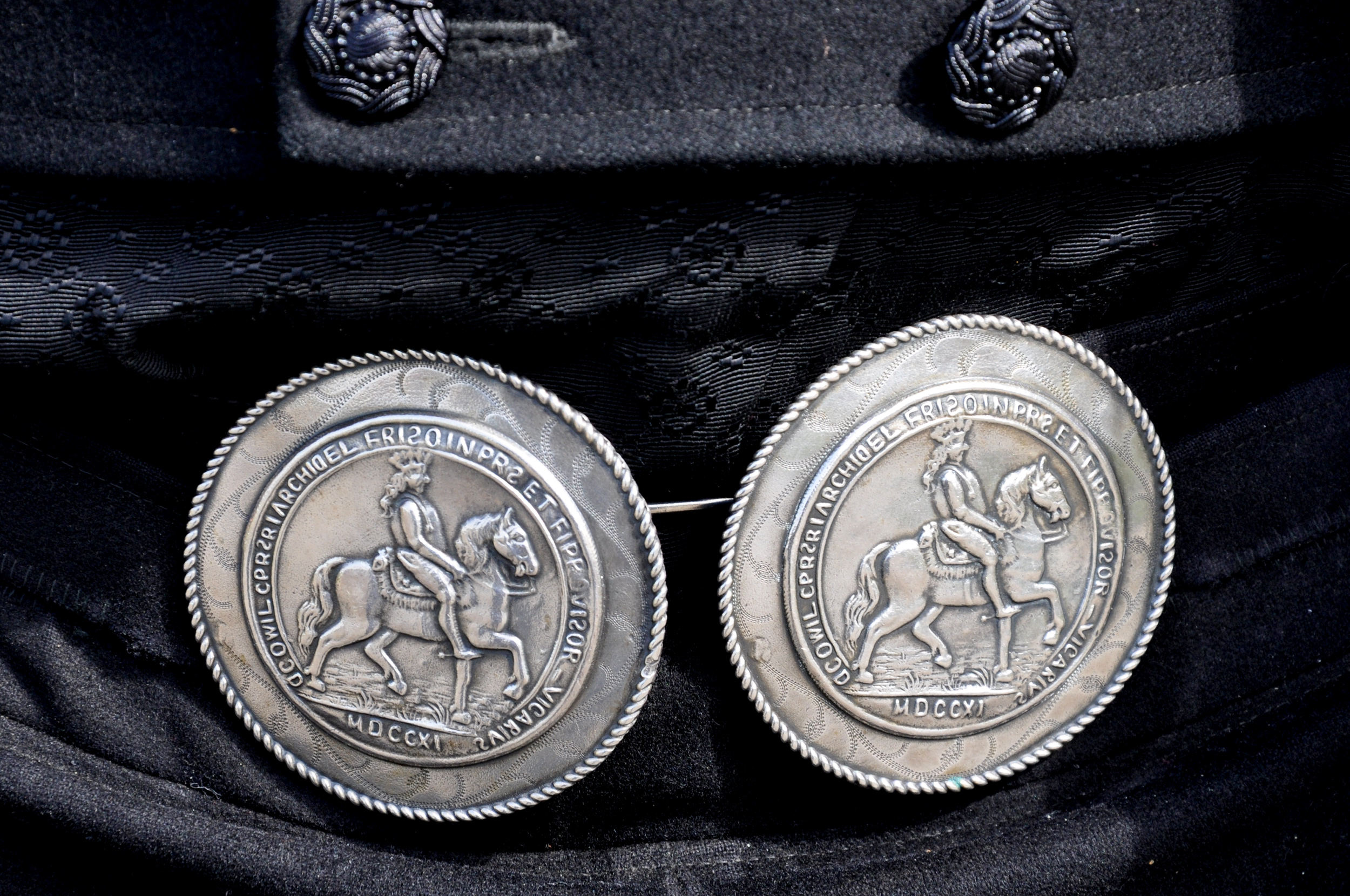
Zilveren broekstukken
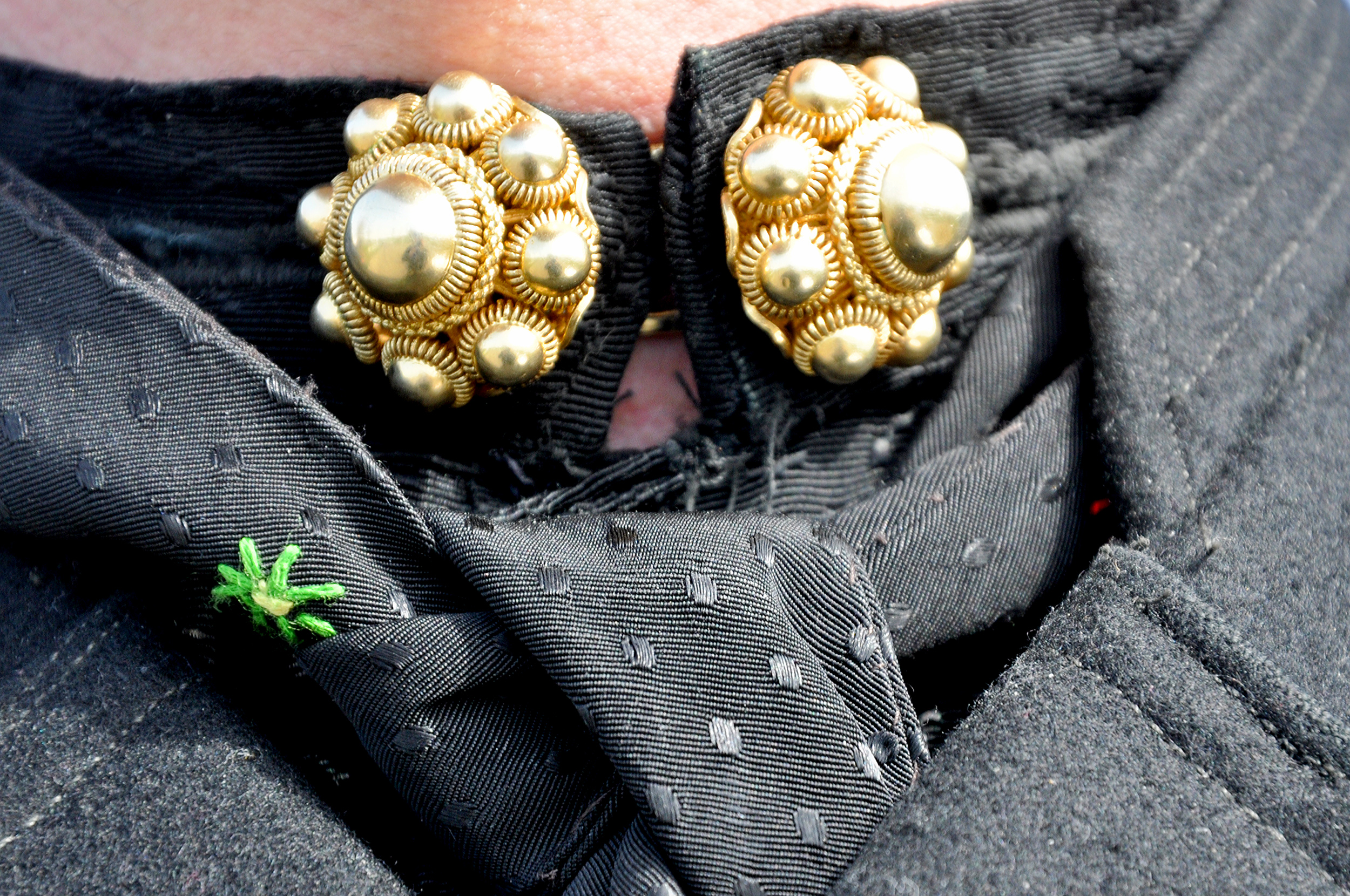
Gouden halsknopen
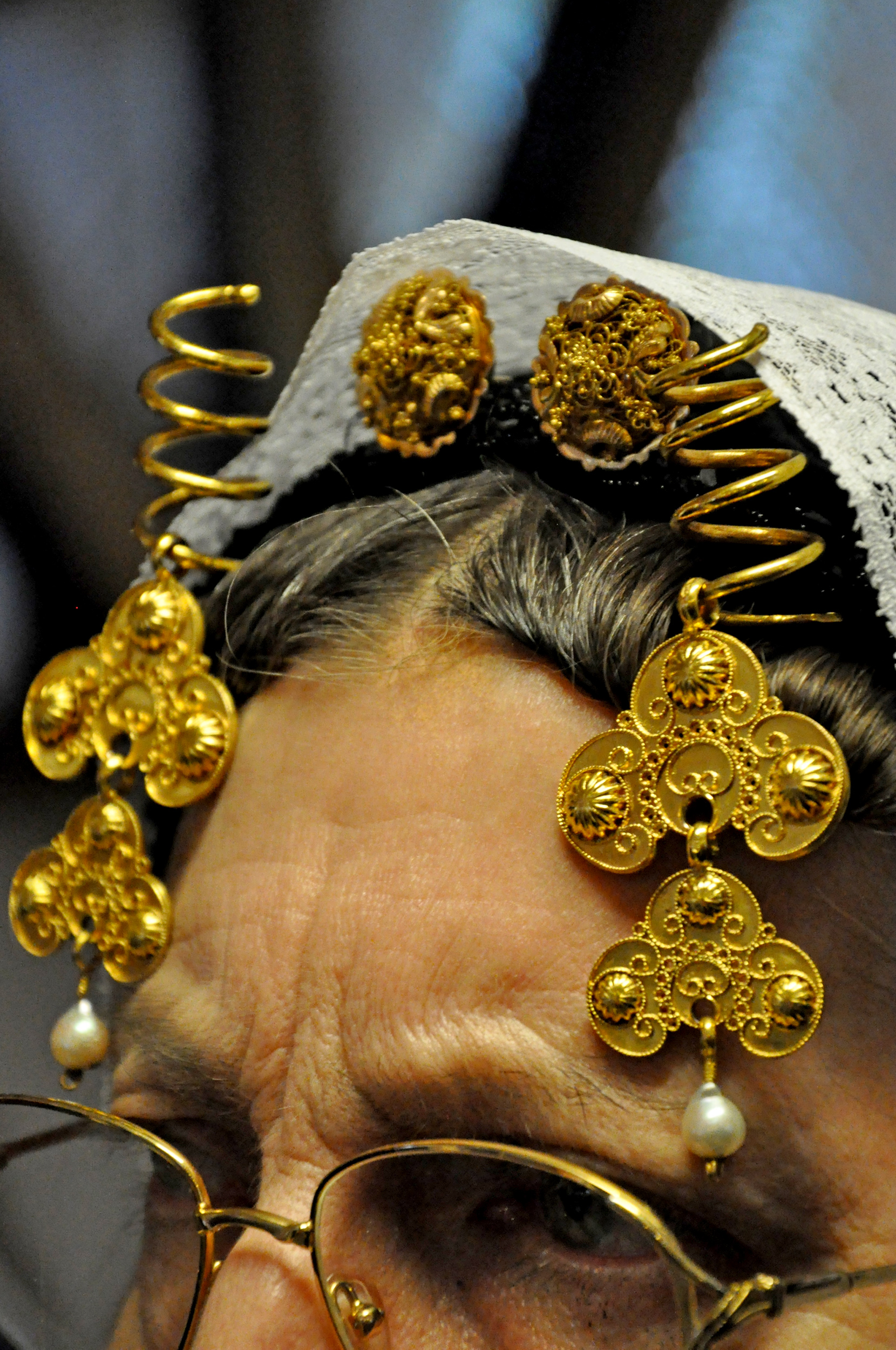
Krullen en hangers Axelse klederdracht